# Pimelia modesta
Pimelia modesta es una especie de escarabajo del género Pimelia, tribu Pimeliini, familia Tenebrionidae. Fue descrita científicamente por Herbst en 1799.
Se mantiene activa durante los meses de marzo, abril, mayo, junio y octubre.

## Distribución
Se distribuye por España, Italia y Argelia.